# Chabua Amirejibi
Mzechabuk "Chabua" Amirejibi, (a menudo escrito como "Amiredjibi",  en georgiano: მზეჭაბუკ "ჭაბუა" ამირეჯიბი) (Tiflis, 18 de noviembre de 1921 – Tiflis, 12 de diciembre del 2013) fue un novelista georgiano y disidente de la URSS, célebre por su magnum opus, Data Tutashkhia, y una larga experiencia en prisiones soviéticas.

## Primeros años y carrera
Nació en Tiflis, RSS de Georgia, en 1921.  Su familia, perteneciente a una antigua casa de nobles, fueron fuertemente reprimidos durante la Gran Purga de Iósif Stalin: su padre fue fusilado en 1938 y su madre fue enviada a un Gulag. Durante la Segunda Guerra Mundial,  fue reclutado por el Ejército Rojo, pero poco después fue expulsado, debido a su descendencia familiar. Posteriormente,  paso a estar involucrado en actividades antisoviéticas, siendo miembro de la organización secreta política Tetri Giorgi. En abril de 1944, fue arrestado por intento de golpe y sentenciado a veinticinco años de prisión en Siberia. Después de quince años encarcelado, tres intentos de fuga, y dos sentencias de muerte, fue finalmente rehabilitado en 1959 y empezó su carrera literaria a sus 40 años con cuentos que incluyen La Carretera (გზა, 1962), Mi Tío Ragger (ჩემი მეჯღანე ბიძა, 1963), La Confesión del Toro (ხარის აღსარება, 1964) y Giorgi Burduli (გიორგი ბურდული, 1965).

## Fama
Su novela más famosa y una de las obras más célebres de la literatura georgiana, Data Tutashkhia (დათა თუთაშხია, 1971-5), alcanzando un éxito sensasional para la revista Tsiskari y la fama del propio escritor. Concebido mientras Amirejibi estaba en prisión,  fue sólo a través de la intervención del contemporáneo jefe georgiano del Partido Comunista, Eduard Shevardnadze que esta novela sustancial con más de 700 páginas, pasara por alto la censura soviética y consiguió que fuese publicado. La novela es una historia de un bandido georgiano durante el periodo Imperial ruso, un tema muy popular en la literatura georgiana, y combina emocionantes aventuras con relaciones Dostoevskianos con el destino de una alma individualista y nacional. La historia está narrada por un gendarme ruso, Conde Szeged, quién frecuentemente se pasa la narración de la historia hacia otros personajes. La novela narra la vida del bandido Data Tutashkhia, quién pasa años eludiendo ser capturado por la policía zarista. Son liderados por los primos de Data, su distante e imperturbable doble, Mushni Zarandia. El libro, y el largometraje basado en él, transformaron a Data Tutaskhia en un héroe icónico, ampliamente popular en Georgia.

## Últimos años de su carrera
Amirejibi elogió la nueva independencia de Georgia, y fue elegido al Parlamento de 1992 a 1995. En 1992, fue condecorado con el prestigioso Premio Nacional Shota Rustaveli Sin embargo, los años trágicos de la guerra civil y la muerte de su hijo mayor Irakli en la Guerra de Abjasia en 1992, afectaron fuertemente al escritor. Por lo tanto, fue una verdadera sorpresa cuando Amirejibi publicó, en 1995, su próxima novela importante, Gora Mborgali (გორა მბორგალი, literalmente significa "frenético" o "irritante"), comenzando en 1978, y basado en las experiencias del autor en las cárceles soviéticas. Gran parte de su obra reciente, Jorge V el Brillante (გიორგი ბრწყინვალე), una novela histórica sobre el rey georgiano del siglo XIV que predica el orgullo nacional, publicada en el 2005.
Amirejibi ha sido premiado con las órdenes civiles más prestigiosas de Georgia, varias condecoraciones rusas y premios literarios internacionales.
Amirejibi regresó brevemente a la política en julio del 2009, cuándo se unió al movimiento daitsavi sakartvelo ("Defiende Georgia"), aliado con la oposición hacia el gobierno del Presidente Mikheil Saakashvili. El 16 de noviembre del 2010,  fue consagrado como monje de la Iglesia ortodoxa y apóstolica georgiana, bajo el nombre de David. Debido a su condición de salud, la ceremonia fue realizada en el propio departamento del escritor.